# Black And Blue
Black and Blue – drugi minialbum amerykańskiego zespołu Uh Huh Her, który wydany został 19 kwietnia 2011 roku.

## Lista utworów
1. "Black and Blue" – 3:17
2. "Never The Same" – 3:33
3. "I've had Enough" – 3:31
4. "Philosopher" – 3:31
5. "Fascination" – 3:01
6. "No Sacrifice" – 3:40